# Wadowice Górne
Wadowice Górne è un comune rurale polacco del distretto di Mielec, nel voivodato della Precarpazia.
Ricopre una superficie di 87,16 km² e nel 2004 contava 7 247 abitanti.
Paese nativo di Papa Giovanni Paolo II.
Gemellato con Carpineto Romano.